# Liste des monuments historiques de Verdun
Ce tableau présente la liste de tous les monuments historiques classés ou inscrits dans la ville de Verdun, Meuse, en France.

## Liste
| Monument                                  | Adresse                              | Coordonnées                      | Notice         | Protection     | Date      | Illustration                           |
| ----------------------------------------- | ------------------------------------ | -------------------------------- | -------------- | -------------- | --------- | -------------------------------------- |
| Abbaye Saint-Paul                         | Sous-préfecture 1-2 Place Saint-Paul | 49° 09′ 47″ nord, 5° 23′ 02″ est | « PA00106655 » | Inscrit        | 1926 1946 | Abbaye Saint-Paul                      |
| Tour de l'Abbaye Saint-Vanne              | Citadelle de Verdun                  | 49° 09′ 33″ nord, 5° 22′ 24″ est | « PA00106654 » | Classé         | 1920      | Tour de l'Abbaye Saint-Vanne           |
| Cathédrale Notre-Dame                     | Place Monseigneur-Ginisty            | 49° 09′ 34″ nord, 5° 22′ 56″ est | « PA00106656 » | Classé         | 1906 1907 | Cathédrale Notre-Dame                  |
| Centre mondial de la paix                 | Place Monseigneur-Ginisty            | 49° 09′ 32″ nord, 5° 22′ 51″ est | « PA00106660 » | Classé         | 1920      | Centre mondial de la paix              |
| Chapelle de l'Institution Saint-Joseph    | Rue Mautroté                         | 49° 09′ 37″ nord, 5° 22′ 50″ est | « PA55000037 » | Inscrit        | 2003      | Chapelle de l'Institution Saint-Joseph |
| Chapelle du collège Buvignier             | 6 Rue Saint-Paul                     | 49° 09′ 44″ nord, 5° 23′ 05″ est | « PA00106658 » | Classé         | 1921      | Chapelle du collège Buvignier          |
| Citadelle souterraine                     | Place de la Roche 20 Av. du 5e RAP   | 49° 09′ 28″ nord, 5° 22′ 35″ est | « PA00106657 » | Inscrit        | 1929      | Citadelle souterraine                  |
| Crypte Saint-Maur                         | 27 Rue de la Paix                    | 49° 09′ 45″ nord, 5° 22′ 41″ est | « PA00106664 » | Classé Inscrit | 1950 1974 | Crypte Saint-Maur                      |
| Enceinte fortifiée                        | Rue du Grand Rempart (Verdun)        | 49° 09′ 33″ nord, 5° 23′ 24″ est | « PA00106659 » | Classé         | 1937      | Enceinte fortifiée                     |
| Hôtel de la Princerie                     | 16 rue de la Belle-Vierge            | 49° 09′ 40″ nord, 5° 22′ 57″ est | « PA00106661 » | Classé         | 1921      | Hôtel de la Princerie                  |
| Hôtel de ville                            | 11 rue Président-Poincaré            | 49° 09′ 32″ nord, 5° 23′ 11″ est | « PA00106662 » | Classé         | 1886      | Hôtel de ville                         |
| Immeuble Noguez                           | 8 place Monseigneur-Ginisty          | 49° 09′ 35″ nord, 5° 22′ 56″ est | « PA00106663 » | Inscrit        | 1972      | Immeuble Noguez                        |
| Maison dite du Pape Jules II              | Place de la Libération               | 49° 09′ 40″ nord, 5° 23′ 00″ est | « PA00106665 » | Inscrit        | 1926      | Maison dite du Pape Jules II           |
| Monument à la Victoire et aux Soldats     | Place de la Libération               | 49° 09′ 41″ nord, 5° 23′ 04″ est | « PA00106685 » | Inscrit        | 1989      | Monument à la Victoire et aux Soldats  |
| Pont-écluse Saint-Amand                   | Rue du 61e Régiment d'Artillerie     | 49° 09′ 27″ nord, 5° 22′ 45″ est | « PA00106666 » | Classé         | 1978      | Pont-écluse Saint-Amand                |
| Porte Châtel                              | Rue de la Porte-Châtel               | 49° 09′ 35″ nord, 5° 22′ 46″ est | « PA00106667 » | Inscrit        | 1927      | Porte Châtel                           |
| Porte Chaussée                            | Rue Chaussée                         | 49° 09′ 43″ nord, 5° 23′ 11″ est | « PA00106668 » | Classé         | 1881      | Porte Chaussée                         |
| Porte de Metz (ou Porte Saint-Victor)     | Avenue d'Alsace-Lorraine             | 49° 09′ 12″ nord, 5° 23′ 33″ est | « PA00106669 » | Inscrit        | 1929      | Image manquante Téléverser             |
| Synagogue et Ancienne maison du rabbin    | 1 Impasse des Jacobins               | 49° 09′ 48″ nord, 5° 23′ 07″ est | « PA00106670 » | Classé         | 2002      | SynagogueetAncienne maison du rabbin   |
| Puits Ouvrage lié à l'alimentation en eau | 6 Rue Saint-Maur                     | 49° 09′ 43″ nord, 5° 22′ 47″ est | « PA00106717 » | Inscrit        | 1992      | Image manquante Téléverser             |
| Théâtre municipal                         | Quai Général Leclerc                 | 49° 09′ 33″ nord, 5° 23′ 04″ est | « PA55000050 » | Inscrit        | 2018      | Image manquante Téléverser             |
| Tour de l'Islot                           | Rue du Grand Rempart                 | 49° 09′ 33″ nord, 5° 23′ 24″ est | « PA00106671 » | Classé         | 1930      | Tour de l'Islot                        |
| Tour des Plaids                           | Rue du Moulin de la Ville            | 49° 09′ 38″ nord, 5° 23′ 17″ est | « PA55000061 » | Inscrit        | 2022      | Tour des Plaids                        |